# RUF (芸能プロダクション)
株式会社RUF（ルーフ）は、東京都港区赤坂に所在する芸能コーディネート企業。代表者の清水有史は株式会社プロシードで広告・番組・イベントのキャスティングも行う。
社名は「Rolling Up Favorite」の略。元イエローキャブの八幡えつこや元ぱれっとの浮田ひさえ、鉄道タレント桜井せな等のタレントが在籍していた。

## エージェントタレント

### 女性
- 桜井せな - 鉄道タレント
- 浮田ひさえ - 元ワンギャル
- 島谷ひとみ - 歌手
- 浜田ブリトニー  - 元ホームレス漫画家&実業家
- 巳巳 - 占い師

### 男性
- SHIN - エアブラシアーティスト/彫り師
- 中村航 - 小説家/作家
- 大仁田厚 - プロレスラー

## 過去に所属していたタレント
- 八幡えつこ - 女優 - 結婚・引退（夫・広島東洋カープ石原慶幸）
- 谷川功 - 俳優
- 中澤優子（2008年12月引退）
- 柴崎えみり
- アキラボーイ
- 河原亜依
- 井端珠里
- 七海れん - 2010年ミスマガジンフットサル賞
- miki - メイクアップモデル
- ハピトラ（HAPPY TRANSMISSION） - アニメーションアーティスト
- 渡部紘士 - 俳優
- 矢ケ崎一樹 - 俳優（2024年死去）
- 中島康太 - 俳優
- 斉藤征哉 - プロボウラー
- 桜井聖良 - 競馬タレント
- 久仁明 - 俳優

### 業務協力
- はちみつ姉妹 - はちみつ美容研究家
- 曙太郎 - 第64代横綱、格闘家（2024年死去）
- MOCO - ポールダンサー
- プリモ - タレント犬
- マシェリ - タレント犬

## 関連会社
- プロシード
- ディケイド
- スイートルーム
- ブレイブ
- ホットラインプロモーション（業務提携）
- トップ・カラー（業務提携）
- ホワイトスター（業務提携）

## 過去歴
- 映画「オールドカー〜てんとう虫のプロポーズ〜」2025年（制作コーディネート・制作協力）
- ツインプラネット 高嶺のなでしこ「たかねこの秋祭り2024〜FC limited〜」（プロデュース）
- CBC「まちイチ」 森下千里 2011年 - 2015年、浅田舞 2016年 - 2019年、TKO 2019年 - （キャスティング）
- 徳川美術館開館80周年ポスター 松井玲奈（キャスティング）
- AKB48（企画発足メンバー）
- 芸能人女子フットサル大会 2004年 - 2010年（企画・運営・コーディネート）フジテレビ/BS11
- タレントボウリング「ラブボウラーズ」2010年 - 2012年（企画・運営・プロデュース）
- お笑いライブ「サタダーナイトファイバーinGYAO」（企画・運営）
- 新人アーティストライブ「メシアフェスティバル in duomusicexchange」（企画・制作・キャスティング）
- 「タレント密着24時 in GYAO」（企画・制作・キャスティング）